# Pir Muhammad
Pir Muhammad, död 1407, var en monark ur timuriderdynastin. Han var regerande sultan i Timuriderriket mellan 1405 och 1407.